# Alpiner Skiweltcup

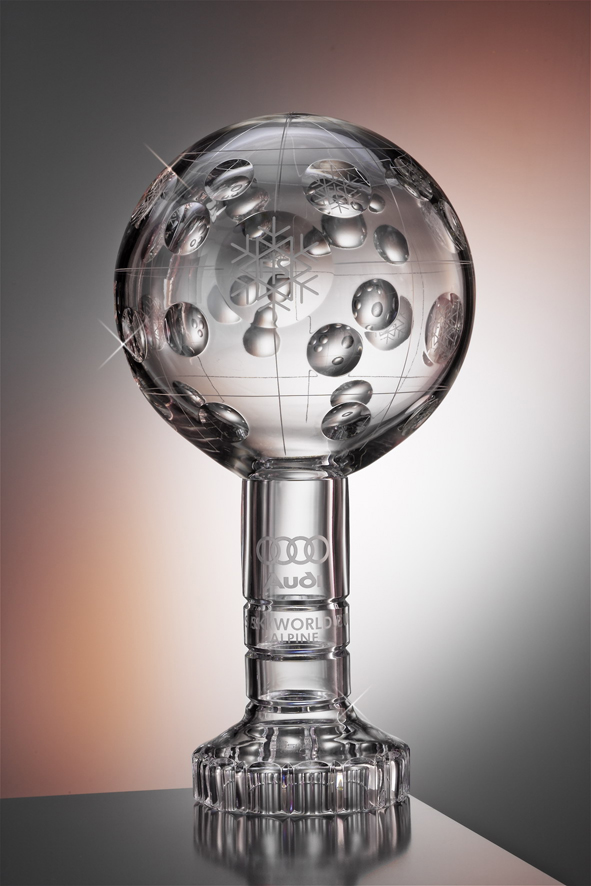
„Kristallkugel“
(Pokal des Alpinen Skiweltcups)

Der Alpine Skiweltcup ist ein vom internationalen Skiverband FIS (Fédération Internationale de Ski) ausgetragener Weltcup in der Disziplin Ski Alpin.

## Entstehung
Die Idee zum alpinen Skiweltcup hatte der französische Sportjournalist und Präsident der Association Internationale des Journalistes de Ski (AIJS) Serge Lang. Die Umsetzung wurde mit Unterstützung der Teamchefs von Frankreich und den USA, Honoré Bonnet bzw. Bob Beattie sowie von Sepp Sulzberger vom Österreichischen Skiverband auf der Seidlalm in Kitzbühel im Jahr 1966 beschlossen. Auch FIS-Präsident Marc Hodler unterstützte die Idee. Ein weiterer großer Schritt wurde während der Skiweltmeisterschaften 1966 in Portillo getätigt.
Das erste Weltcuprennen war am 5. Januar 1967 ein Herrenslalom, den der Österreicher Heinrich Messner gewann (es war dies sein einziger Sieg im Weltcup). Am 6. Januar 1967 folgte der erste Riesenslalom (dreifacher französischer Sieg, angeführt von Georges Mauduit – gefahren wurde lediglich ein Durchgang). Beide Rennen wurden in Berchtesgaden ausgetragen. Sieger der ersten Abfahrt (Lauberhorn am 14. Januar) wurde Jean-Claude Killy.
Die Damen starteten am 7. und 8. Januar mit einem Slalom und Riesenslalom in Oberstaufen, die erste Abfahrt fand am 13. Januar in Grindelwald statt. Der Sieg ging in allen drei Wettbewerben jeweils an die Kanadierin Nancy Greene.
Mit Ausnahme Messners und seines Landsmanns Herbert Huber waren in der Auftaktsaison alle Sieger der Herrenwettbewerbe Franzosen. Ähnlich bei den Damen: Da waren es nur Nancy Greene als Mehrfachsiegerin, weiters Erika Schinegger (AUT) und Burgl Färbinger (GER) – sowie einmal Giustina Demetz (ITA), die sich den Sieg in der „Kandahar“-Abfahrt in Chamonix mit Marielle Goitschel teilte – die nicht aus Frankreich kamen.
In den ersten Jahren kam es zu Terminkollisionen. So gab es am 24./25. Februar 1968 je einen Riesenslalom und Slalom für Damen und Herren in Oslo und zugleich am 24. Februar eine Herren-Abfahrt in Chamonix. Auch die Wettbewerbe am 9./10. März 1968 in Kranjska Gora (Herren) und Abetone (Damen) hatten Konkurrenz: Zwar waren es nur FIS-Rennen für Damen und Herren in Åre, doch waren diese für einige Nationen derart wichtig, sodass sie hinsichtlich der Damen keine Starterinnen entsandten und bei den Herren nur eine geringe Zahl. So waren in Abetone nur Läuferinnen aus Frankreich, Italien, Großbritannien und der Schweiz am Start.
Im Mai 1967 beschloss die FIS auf ihrem Kongress in Beirut, die zuvor von ihr unabhängig organisierte Wettkampfserie zu übernehmen.
Lange war es auch üblich, dass fast alle Damenrennen während der Woche gefahren wurden, während den Herren das Wochenende vorbehalten war (Ausnahme war der Riesenslalom von Adelboden, der anfangs am Montag und Dienstag, später nur mehr am Dienstag vonstattenging, dies immer vor den Lauberhorn-Rennen). Erst später (ab 1985/86) kam es zur nunmehr gehaltenen Praxis, wonach in Ausnahmefällen und beim Saisonfinale auch die Wochentage (diese dann für Damen und Herren) herangezogen werden.

## Wertung und Teilnahmeberechtigung

### Aktuelles Punktesystem (seit 1992/93)
| Platz  | 1   | 2  | 3  | 4  | 5  | 6  | 7  | 8  | 9  | 10 | 11 | 12 | 13 | 14 | 15 | 16 | 17 | 18 | 19 | 20 | 21 | 22 | 23 | 24 | 25 | 26 | 27 | 28 | 29 | 30 |
| Punkte | 100 | 80 | 60 | 50 | 45 | 40 | 36 | 32 | 29 | 26 | 24 | 22 | 20 | 18 | 16 | 15 | 14 | 13 | 12 | 11 | 10 | 9  | 8  | 7  | 6  | 5  | 4  | 3  | 2  | 1  |

Der Alpine Skiweltcup wird jährlich in der Zeit von Oktober bis März und weltweit an mehreren Orten ausgetragen.
Die besten 30 Sportlerinnen bzw. Sportler eines jeden Rennens bekommen Weltcuppunkte gemäß einem FIS-Punktesystem, das im Laufe der Weltcup-Geschichte mehrmals überarbeitet wurde und seit 1993 unverändert geblieben ist.
Die Rennen der Olympischen Winterspiele und der Alpinen Skiweltmeisterschaften werden seit 1972 nicht für den Weltcup gewertet. Ausnahmen blieben daher die Ergebnisse der Olympischen Spiele von 1968 in Grenoble und der Weltmeisterschaften 1970 in Gröden, die auch für den Weltcup gezählt wurden.
Die Startliste wird anhand der World Cup Start List der jeweiligen Disziplin erstellt, die sich im Wesentlichen aus den erreichten Weltcuppunkten der letzten zwölf Monate in dieser Disziplin errechnen.

### Teilnahmeberechtigung
Teilnahmeberechtigt sind per Saison 2024/25 (auf bestimmte Spezialfälle, die Kombination und Parallel-Events wird hier nicht eingegangen):
- Basisquote:
  - Im Slalom/Riesenslalom pro Land ein Teilnehmer mit maximal 140 FIS-Punkten in einer beliebigen Disziplin. Bei den Herren gibt es weitere Einschränkungen (z. B. Top 150 der FIS-Liste in der jeweiligen Disziplin oder Top 30 der WCSL in einer beliebigen Disziplin).
  - Im Super-G/in der Abfahrt pro Land ein Teilnehmer mit maximal 80 FIS-Punkten in der jeweiligen Disziplin. Teilnehmer, die mehr als 500 WCSL-Gesamtpunkte haben oder sich über einen Kontinentalcup (siehe unten) für diese Disziplin qualifiziert haben, sind ebenfalls teilnahmeberechtigt. Bei den Herren gibt es weitere Einschränkungen (z. B. Top 150 der FIS-Liste in der jeweiligen Disziplin oder Top 30 der WCSL in einer beliebigen Disziplin).
- Nationalquote:
  - Pro Land können bis zu 8 Läuferinnen den Damen bzw. 7 Läufer bei den Herren zusätzlich an den Start gehen. Die konkrete Anzahl richtet sich nach der Anzahl der vorhandenen Top-60-Athleten der WCSL des jeweiligen Landes. Das Gastgeberland kann aber in jedem Fall 5 zusätzliche Läufer stellen, auch wenn ihm nach der nationalen Quote weniger Läufer zur Verfügung stünden.
- Kontinentalcup-Qualifikation:
  - Startberechtigt sind 3 aus dem Europacup, 2 aus dem Nordamerikacup, 1 aus dem Ostasiencup, 1 aus dem Südamerikacup und 1 aus dem Australien-Neuseelandcup, sofern sie in der jeweiligen Disziplin unter den Top-350 der FIS-Liste klassiert sind.

### Kristallkugeln

Lindsey Vonn mit ihren bis dahin gewonnenen Kristallkugeln, März 2010

Am Ende jeder Weltcupsaison wird je eine große Kristallkugel an die Läuferin bzw. den Läufer mit den meisten Punkten aus allen Rennen vergeben. In den einzelnen Disziplinen werden eigene Punktetabellen geführt. Für die Sieger der Wertungen Abfahrt, Slalom, Riesenslalom und (seit 1986) Super-G gibt es kleine Kristallkugeln. Für die (Super-)Kombinationswertung wurde zwischen 2007 und 2012 ebenfalls eine kleine Kristallkugel vergeben. Sie schloss auch die letzte verbliebene klassische Kombination beim Hahnenkammrennen in Kitzbühel mit ein. Auf der FIS-Kalenderkonferenz 2015 wurde beschlossen, ab der Saison 2015/16 wieder eine kleine Kristallkugel in dieser Disziplin zu vergeben.
Zudem wird für jede Saison eine Länderwertung (Nationencup) geführt; dabei werden die Punkte aller Läufer und Läuferinnen einer Nation zusammengezählt.
Die Trophäen aus Bleikristall werden seit 1987 von der Glashütte Joska Bodenmais hergestellt.

## Veranstaltungsorte
Die große Mehrzahl der Rennen findet in Europa statt, jede Saison gastiert der Weltcup zudem in einigen Stationen in Kanada und den USA. In manchen Jahren werden einzelne Wettbewerbe in Japan und Südkorea veranstaltet, auch in Argentinien, Australien und Neuseeland gab es bereits Weltcup-Rennen.

### Weltcupauftakt
Die jeweilige Weltcup-Saison beginnt seit den 1990er-Jahren Ende Oktober mit einem Gletscher-Rennen. Es wird auf dem Rettenbachferner oberhalb von Sölden im Ötztal gefahren, das sich als Veranstalter zunächst mit Tignes abwechselte. Die ersten beiden Weltcupsaisons in den späten 1960er-Jahren wurden erst Anfang Januar eröffnet. In den 1970er-Jahren war das Kriterium des ersten Schnees, das jeden Dezember in Val-d’Isère stattfindet, traditionell der Auftakt zum Weltcupwinter. In weiterer Folge gab es zwar weiterhin (meist) auch die Rennen in Val-d’Isère, doch wurde schon vorher an anderen Orten gestartet. Besonderheiten gab es ab 1985, als es im August Rennen in der Südhemisphäre gab: Sowohl 1985 als 1986 waren es jeweils zwei Herrenabfahrten im argentinischen Las Leñas; im August 1989 fuhren die Damen am selben Ort eine Abfahrt und einen Super-G. Außerdem gab es für die Herren am 11. und 12. August 1989 einen Riesenslalom und Slalom im australischen Thredbo. Noch einmal, im August 1990, kam es für die Herren zu einem Slalom und Riesenslalom am Mount Hutt (NZE).
Erstmals am 30./31. Oktober 1993 wurde die Saison mit den Gletscherrennen (je einem Riesenslalom für Damen und Herren) in Sölden gestartet; die Herren trugen die weiteren Rennen Ende November/Anfang Dezember auf dem nordamerikanischen Kontinent aus, während die Damen in Europa blieben. 1994 gab es überhaupt keine Rennen in Sölden, und nun war es umgekehrt: die Wettbewerbe in Park City für die Damen bzw. Tignes für die Herren stellten den Auftakt dar. 1995 starteten die Herren am 12. November in Tignes, danach begaben sich sowohl Damen als auch Herren nach Übersee. Ab 1996 kam es fortlaufend zum Start Ende Oktober, wobei sich vorerst Sölden und Tignes abwechselten, ehe ab 2000 nurmehr Sölden im Programm stand. Beim Start 1997 in Tignes gab es nebst den Riesenslaloms auch je einen zum Weltcup zählenden Parallelslalom für Damen und Herren. Seit 2008 gibt es vor dem Wechsel nach Übersee noch in Levi je einen Slalom für Damen und Herren.
Ab der Saison 2022/23 sollten auch die Speedfahrerinnen und -fahrer früher als bisher in die Saison starten. Nach dem Saisonauftakt der Techniker in Sölden im Oktober 2022 sollten rund um das Matterhorn auf der neuen Strecke Gran Becca je zwei Männer- und Frauen-Abfahrten stattfinden. Die Rennen sollten sich Zermatt in der Schweiz und Cervinia in Italien teilen. Sie sollten die ersten grenzüberschreitenden Skirennen in der Geschichte des Alpinen Skiweltcups werden. Der Start hätte sich leicht unterhalb der Gobba di Rollin beim Klein Matterhorn in der Schweiz befunden, das Ziel bei der Mittelstation Laghi Cime Bianche oberhalb von Cervinia in Italien. Bisher (Stand: Saison 2023/24) wurden jedoch sämtliche Rennen abgesagt, entweder wegen zu wenig oder zu viel Schnee und/oder starken Stürmen. Für die Saison 2024/25 wurden die Rennen bereits im Frühjahr 2024 sistiert.
Anmerkung: In den 1980er-Jahren gab es außerdem Ende November fast alljährlich Wettkämpfe unter der Bezeichnung World Series of Skiing, die aus unterschiedlichen Formaten bestanden (Parallelslaloms, auch Riesenslaloms und die „üblichen“ Slaloms, sogar einmal eine Abfahrt), die nur zum Nationencup zählten.
In Zeiten der globalen Erwärmung sorgt der frühe Saisonauftakt zunehmend für allgemeines Unverständnis.

### Weltcupfinale
Seit 1993 findet am Ende jeder Saison das Weltcupfinale statt. An einem Veranstaltungsort werden für Frauen und Männer je eine Abfahrt, ein Super-G, ein Riesenslalom und ein Slalom ausgetragen. Seit 2006 wird auch ein Mannschaftswettbewerb veranstaltet.
Bei den einzelnen Rennen sind nur die besten 25 Läufer der jeweiligen Disziplinenwertungen startberechtigt. Dazu kommen noch jene Läufer, die in der Gesamtwertung mindestens 500 Punkte haben (400 Punkte bis zur Saison 2008/09) sowie die aktuellen Juniorenweltmeister in der jeweiligen Disziplin. Bei den Wettbewerben des Weltcup-Finales erhalten nur die besten 15 Läufer Weltcuppunkte.
Auch in den Anfangsjahren des Skiweltcups gab es mitunter ein Weltcupfinale, bei dem die Punktevergabe zum Teil anders als im sonstigen Saisonverlauf geregelt war. Man sprach von Inflationspunkten: Anstelle der besten 15 Athleten erhielten die besten 25 Weltcuppunkte. Der Sieger bekam wie damals üblich 25 Punkte, der Zweite im Gegensatz zur restlichen Saison aber 24, der Dritte 23 usw. Diese Finale oder Abschlussrennen fanden großteils in Kanada und den USA, später auch in Japan, statt. Aufgrund des Umstandes, dass es damals keine TV-Übertragungen gab (und allgemein ein reduziertes mediales Interesse bestand, die Ergebnisse wurden mit „Kurzreports“ durch Agenturen oder einen Journalisten an die diversen Sportredaktionen übermittelt; dazu kam auch die Zeitverschiebung), litt die Wahrnehmung der Wettbewerbe bei den Sportfans. Das späteste Finale gab es in der Saison 1967/68, als erst vom 5. bis 7. April mit je einem Damen- und Herrenslalom und -Riesenslalom in Heavenly Valley der Schlusspunkt gesetzt wurde.
Bereits in den 1970er- und 1980er-Jahren wurden sporadisch die Finalwettbewerbe mit einem Parallelslalom für Damen und Herren abgeschlossen, die nur zum Nationencup zählten. Nach der Einführung der Teamwettbewerbe 2005 wurden die Finali mehrmals damit abgeschlossen, wobei vorerst das Format dahingehend ausgetragen wurde, dass es Super-Gs und Slaloms gab. Ab 2009 waren es nur mehr Parallel-Riesenslaloms.
Veranstalter des Weltcupfinales
- 1993  Åre
- 1994  Vail
- 1995  Bormio
- 1996  Lillehammer 3
- 1997  Vail
- 1998  Crans-Montana
- 1999  Sierra Nevada
- 2000  Bormio
- 2001  Åre
- 2002  Zauchensee/Flachau
- 2003  Lillehammer 3
- 2004  Sestriere 2
- 2005  Lenzerheide
- 2006  Åre 1
- 2007  Lenzerheide
- 2008  Bormio
- 2009  Åre
- 2010  Garmisch-Partenkirchen 1
- 2011  Lenzerheide
- 2012  Schladming 1
- 2013  Lenzerheide
- 2014  Lenzerheide
- 2015  Méribel
- 2016  St. Moritz 1
- 2017  Aspen
- 2018  Åre 1
- 2019  Soldeu
- 2020  Cortina d’Ampezzo 1  4
- 2021  Lenzerheide
- 2022  Méribel/Courchevel 1
- 2023  Soldeu
- 2024  Saalbach-Hinterglemm 1
- 2025  Sun Valley

### Traditionelle Strecken
In der Geschichte des Weltcups haben sich einige Orte besonders als Veranstalter von Rennen etabliert.
Bei den Herren sind die folgenden Strecken traditionelle Austragungsorte:
- die Piste Oreiller-Killy in Val-d’Isère,  Frankreich
- die Saslong in Gröden,  Italien
- die Lauberhornabfahrt in Wengen,  Schweiz
- die Streif in Kitzbühel,  Österreich
- die Kandahar-Abfahrt Garmisch,  Deutschland
- die Pista Stelvio in Bormio,  Italien
- die Birds of Prey im Beaver Creek Resort,  Vereinigte Staaten

Besonders anspruchsvolle Riesenslaloms finden statt:
- auf dem Chuenisbärgli in Adelboden,  Schweiz
- auf der Gran Risa in Alta Badia,  Italien und
- auf der Piste Podkoren in Kranjska Gora,  Slowenien

Als besonders anspruchsvoll werden diese Slalomstrecken angesehen:
- auf dem Chuenisbärgli in Adelboden,  Schweiz
- beim Lauberhornslalom in Wengen,  Schweiz
- auf dem Ganslernhang in Kitzbühel,  Österreich und
- auf der Planai in Schladming,  Österreich

Der Slalom mit den meisten Zuschauern ist seit den 1990er-Jahren jener auf der Planai in Schladming, auch Kitzbühel und Wengen sind bekannt für ihre Slalompisten. Der traditionsreiche Slalom von Madonna di Campiglio galt als einer der schönsten und schwierigsten im Weltcup-Zirkus; er wurde bis 2005 häufig (wenngleich nicht jedes Jahr) ausgetragen, nach einer kurzen Pause ist er seit 2012 wieder fixer Bestandteil des Weltcupwinters und ist traditionell das letzte Rennen vor Weihnachten. Dafür wird seit 2006 in Adelboden jedes Jahr zusätzlich zum Riesenslalom auch ein Slalom gefahren, und seit 2008 finden auch in Zagreb anspruchsvolle Slaloms statt.
Kitzbühel, Wengen und Val-d’Isère haben bisher am häufigsten Weltcup-Rennen der Herren veranstaltet. Die meisten Damenwettbewerbe fanden in Cortina d’Ampezzo, Val-d’Isère und Maribor statt.

### Großstadtwettbewerbe
Schon in früheren Jahren und Jahrzehnten gab es gelegentliche Promotionswettbewerbe in Großstädten: So am 5. Januar 1986 in Wien (Piste: Hohe Wand), wobei überraschend Ivano Edalini (ITA) vor Markus Wasmeier (GER) gewann. Danach, am 28. Dezember 1986 anlässlich des 750. Stadtjubiläums von Berlin auf dem Teufelsberg mit Sieger Leonhard Stock (AUT) vor Bojan Križaj (YUG) und am 2. Januar 2009 im Vorfeld der Olympischen Spiele 2010 in Moskau, mit dem Sieg von Felix Neureuther (GER) vor Jean-Baptiste Grange (FRA). Bei diesem Rennen gab es hohe Preisgelder (Sieg: 30.000 US-$, Rang 2: 20.000 US-$; Rang 3: 10.000 US-$)
Im Jahre 2011 wurde zum ersten Mal ein so genannter City Event als offizieller Bestandteil des Weltcups veranstaltet. Dabei wird auf einem geeigneten Hügel oder einer künstlichen Rampe ein Parallelslalom ausgetragen. Erster Austragungsort war am 2. Januar 2011 der Olympiaberg in München; die Siege gingen an Ivica Kostelić (CRO) bzw. Maria Pietilä Holmner (SWE), es wurden nur halbe Weltcup-Punkte vergeben. Die mindere sportliche Qualität im Vergleich zu den klassischen Weltcuppisten sollen die Attraktivität direkter Duelle, die Nähe zu den Zuschauern und wirtschaftliche Überlegungen rechtfertigen. Bei den City Events sind jeweils nur 16 Rennläufer und -läuferinnen startberechtigt, und die vergebenen Weltcuppunkte werden für den Gesamtweltcup und seit der Saison 2012/13 auch für den Slalomweltcup angerechnet.

## Weltcupkalender
Alle Weltcuprennen der Damen und Herren seit der Einführung des Alpinen Skiweltcups 1967.

| Saison  | Herren | Herren | Herren | Herren | Herren | Herren | Herren |     | Damen | Damen | Damen | Damen | Damen | Damen  | Damen |      |  |
| Saison  | AB     | SG     | RS     | SL     | KB     | PA     | GESAMT | AB  | SG    | RS    | SL    | KB    | PA    | GESAMT | TEAM  |      |  |
| ------- | ------ | ------ | ------ | ------ | ------ | ------ | ------ | --- | ----- | ----- | ----- | ----- | ----- | ------ | ----- | ---- |  |
| 1967    | 5      | –      | 5      | 7      | –      | –      | 17     | 4   | –     | 6     | 7     | –     | –     | 17     | –     |      |  |
| 1968    | 5      | –      | 7      | 8      | –      | –      | 20     | 6   | –     | 7     | 10    | –     | –     | 23     | –     |      |  |
| 1968/69 | 6      | –      | 7      | 9      | –      | –      | 22     | 4   | –     | 7     | 9     | –     | –     | 20     | –     |      |  |
| 1969/70 | 6      | –      | 11     | 11     | –      | –      | 28     | 5   | –     | 9     | 12    | –     | –     | 26     | –     |      |  |
| 1970/71 | 7      | –      | 8      | 9      | –      | –      | 24     | 6   | –     | 8     | 9     | –     | –     | 23     | –     |      |  |
| 1971/72 | 7      | –      | 7      | 7      | –      | –      | 21     | 7   | –     | 7     | 7     | –     | –     | 21     | –     |      |  |
| 1972/73 | 8      | –      | 8      | 8      | –      | –      | 24     | 8   | –     | 8     | 8     | –     | –     | 24     | –     |      |  |
| 1973/74 | 7      | –      | 7      | 7      | –      | –      | 21     | 5   | –     | 6     | 6     | –     | –     | 17     | –     |      |  |
| 1974/75 | 9      | –      | 7      | 7      | 3      | 1      | 27     | 8   | –     | 7     | 7     | 3     | 1     | 26     | –     |      |  |
| 1975/76 | 8      | –      | 7      | 7      | 3      | –      | 25     | 7   | –     | 8     | 8     | 3     | –     | 26     | –     |      |  |
| 1976/77 | 10     | –      | 10     | 10     | 3      | –      | 33     | 8   | –     | 8     | 8     | 3     | –     | 27     | –     |      |  |
| 1977/78 | 8      | –      | 7      | 7      | –      | –      | 22     | 7   | –     | 8     | 7     | –     | –     | 22     | –     |      |  |
| 1978/79 | 9      | –      | 10     | 10     | 4      | –      | 33     | 7   | –     | 7     | 8     | 4     | –     | 26     | –     |      |  |
| 1979/80 | 7      | –      | 8      | 8      | 4      | –      | 27     | 7   | –     | 8     | 9     | 4     | –     | 28     | –     |      |  |
| 1980/81 | 10     | –      | 11     | 10     | 5      | –      | 36     | 10  | –     | 9     | 9     | 5     | –     | 33     | –     |      |  |
| 1981/82 | 10     | –      | 9      | 9      | 5      | –      | 33     | 8   | –     | 9     | 10    | 4     | –     | 31     | –     |      |  |
| 1982/83 | 11     | 3      | 7      | 11     | 5      | –      | 37     | 8   | 2     | 7     | 9     | 4     | –     | 30     | –     |      |  |
| 1983/84 | 10     | 4      | 8      | 10     | 5      | –      | 37     | 8   | 2     | 7     | 11    | 6     | –     | 34     | –     |      |  |
| 1984/85 | 10     | 5      | 6      | 10     | 5      | –      | 36     | 8   | 4     | 7     | 10    | 4     | –     | 33     | –     |      |  |
| 1985/86 | 13     | 5      | 7      | 13     | 7      | –      | 45     | 10  | 5     | 8     | 9     | 5     | –     | 37     | –     |      |  |
| 1986/87 | 11     | 5      | 8      | 8      | 2      | –      | 34     | 7   | 5     | 8     | 10    | 1     | –     | 31     | –     |      |  |
| 1987/88 | 10     | 4      | 6      | 8      | 2      | –      | 30     | 8   | 4     | 6     | 8     | 2     | –     | 28     | –     |      |  |
| 1988/89 | 10     | 4      | 6      | 8      | 3      | –      | 31     | 8   | 4     | 7     | 7     | 2     | –     | 28     | –     |      |  |
| 1989/90 | 9      | 6      | 7      | 10     | 2      | –      | 34     | 8   | 6     | 8     | 9     | 2     | –     | 33     | –     |      |  |
| 1990/91 | 8      | 3      | 7      | 9      | 1      | –      | 28     | 9   | 5     | 6     | 7     | 2     | –     | 29     | –     |      |  |
| 1991/92 | 9      | 6      | 7      | 9      | 3      | –      | 34     | 7   | 6     | 7     | 8     | 2     | –     | 30     | –     |      |  |
| 1992/93 | 10     | 7      | 6      | 8      | 3      | –      | 34     | 9   | 6     | 7     | 8     | 2     | –     | 32     | –     |      |  |
| 1993/94 | 11     | 5      | 9      | 8      | 2      | –      | 35     | 7   | 6     | 9     | 10    | 2     | –     | 34     | –     |      |  |
| 1994/95 | 9      | 5      | 7      | 9      | 2      | –      | 32     | 9   | 7     | 8     | 7     | 1     | –     | 32     | –     |      |  |
| 1995/96 | 9      | 6      | 9      | 9      | 2      | –      | 35     | 9   | 7     | 7     | 10    | 1     | –     | 34     | –     |      |  |
| 1996/97 | 11     | 6      | 8      | 10     | 2      | –      | 37     | 8   | 7     | 7     | 9     | 1     | –     | 32     | –     |      |  |
| 1997/98 | 11     | 5      | 9      | 9      | 2      | 1      | 37     | 6   | 6     | 8     | 9     | 2     | 2     | 33     | –     |      |  |
| 1998/99 | 10     | 6      | 8      | 9      | 2      | –      | 35     | 9   | 8     | 9     | 8     | 2     | –     | 36     | –     |      |  |
| 1999/00 | 11     | 7      | 9      | 11     | 2      | –      | 40     | 10  | 8     | 11    | 10    | 1     | –     | 40     | –     |      |  |
| 2000/01 | 9      | 5      | 9      | 9      | 1      | –      | 33     | 8   | 8     | 8     | 9     | 1     | –     | 34     | –     |      |  |
| 2001/02 | 10     | 6      | 8      | 9      | 2      | –      | 35     | 9   | 5     | 9     | 9     | 2     | –     | 34     | –     |      |  |
| 2002/03 | 11     | 6      | 8      | 9      | 2      | 1      | 37     | 6   | 8     | 9     | 8     | 1     | 1     | 33     | –     |      |  |
| 2003/04 | 12     | 7      | 7      | 11     | 2      | –      | 39     | 9   | 8     | 8     | 10    | –     | –     | 35     | –     |      |  |
| 2004/05 | 11     | 7      | 8      | 9      | 1      | –      | 36     | 8   | 8     | 8     | 8     | 1     | –     | 33     | –     |      |  |
| 2005/06 | 9      | 6      | 8      | 10     | 4      | –      | 37     | 8   | 8     | 9     | 9     | 2     | –     | 36     | 1     |      |  |
| 2006/07 | 11     | 5      | 6      | 10     | 4      | –      | 36     | 9   | 7     | 7     | 9     | 3     | –     | 35     | 1     |      |  |
| 2007/08 | 9      | 7      | 8      | 11     | 5      | –      | 40     | 9   | 7     | 7     | 9     | 3     | –     | 35     | –     |      |  |
| 2008/09 | 9      | 5      | 8      | 10     | 4      | –      | 36     | 7   | 7     | 8     | 9     | 3     | –     | 34     | 1     |      |  |
| 2009/10 | 8      | 6      | 7      | 9      | 4      | –      | 34     | 8   | 7     | 7     | 8     | 2     | –     | 32     | 1     |      |  |
| 2010/11 | 9      | 6      | 6      | 10     | 4      | 1      | 36     | 8   | 6     | 6     | 9     | 3     | 1     | 33     | 1     |      |  |
| 2011/12 | 11     | 8      | 9      | 11     | 4      | 1      | 44     | 8   | 7     | 9     | 10    | 2     | 1     | 37     | 1     |      |  |
| 2012/13 | 8      | 5      | 8      | 9      | 2      | 2      | 34     | 7   | 6     | 9     | 9     | 2     | 2     | 35     | 1     |      |  |
| 2013/14 | 9      | 6      | 8      | 9      | 2      | –      | 34     | 9   | 6     | 8     | 8     | 1     | –     | 32     | 2     |      |  |
| 2014/15 | 10     | 7      | 8      | 10     | 2      | –      | 37     | 8   | 7     | 7     | 9     | 1     | –     | 32     | 1     |      |  |
| 2015/16 | 11     | 8      | 10     | 10     | 3      | 2      | 44     | 9   | 8     | 9     | 10    | 3     | 1     | 40     | 1     |      |  |
| 2016/17 | 8      | 6      | 8      | 10     | 2      | 2      | 36     | 8   | 7     | 9     | 9     | 3     | 1     | 37     | 1     |      |  |
| 2017/18 | 9      | 6      | 7      | 9      | 2      | 3      | 36     | 8   | 8     | 8     | 9     | 2     | 3     | 38     | 1     |      |  |
| 2018/19 | 8      | 7      | 8      | 10     | 2      | 3      | 38     | 8   | 6     | 8     | 9     | 1     | 3     | 35     | 1     |      |  |
| 2019/20 | 9      | 6      | 7      | 9      | 3      | 2      | 36     | 8   | 6     | 6     | 6     | 2     | 2     | 30     | –     |      |  |
| 2020/21 | 7      | 6      | 10     | 11     | –      | 1      | 35     | 7   | 6     | 8     | 9     | –     | 1     | 31     | 1     |      |  |
| 2021/22 | 11     | 7      | 8      | 10     | –      | 1      | 37     | 9   | 9     | 9     | 9     | –     | 1     | 37     | 1     |      |  |
| 2022/23 | 10     | 8      | 10     | 10     | –      | –      | 38     | 9   | 8     | 10    | 11    | –     | –     | 38     | 1     |      |  |
| 2023/24 | 8      | 7      | 10     | 10     | –      | –      | 35     | 8   | 9     | 11    | 11    | –     | –     | 39     | –     |      |  |
| 2024/25 | 8      | 8      | 9      | 12     | –      | –      | 37     | 6   | 9     | 9     | 10    | –     | –     | 34     | –     |      |  |
|         | 540    | 253    | 466    | 540    | 134    | 21     | 1964   | 456 | 279   | 467   | 519   | 106   | 20    | 1845   | 17    |      |  |
| AB      | SG     | RS     | SL     | KB     | PA     | GESAMT |        | AB  | SG    | RS    | SL    | KB    | PA    | GESAMT |       | TEAM |  |

## Ergebnisse

### Männer
| Saison  | Gesamtweltcup           | Abfahrtsweltcup          | Super-G-Weltcup         | Riesenslalomweltcup         | Slalomweltcup                                          | Kombinationsweltcup              | Parallelweltcup   |
| ------- | ----------------------- | ------------------------ | ----------------------- | --------------------------- | ------------------------------------------------------ | -------------------------------- | ----------------- |
| 1967    | Jean-Claude Killy       | Jean-Claude Killy        | –                       | Jean-Claude Killy           | Jean-Claude Killy                                      | –                                | –                 |
| 1968    | Jean-Claude Killy       | Gerhard Nenning          | –                       | Jean-Claude Killy           | Dumeng Giovanoli                                       | –                                | –                 |
| 1968/69 | Karl Schranz            | Karl Schranz             | –                       | Karl Schranz                | Jean-Noël Augert Alfred Matt Alain Penz Patrick Russel | –                                | –                 |
| 1969/70 | Karl Schranz            | Karl Schranz Karl Cordin | –                       | Gustav Thöni                | Patrick Russel Alain Penz                              | –                                | –                 |
| 1970/71 | Gustav Thöni            | Bernhard Russi           | –                       | Gustav Thöni Patrick Russel | Jean-Noël Augert                                       | –                                | –                 |
| 1971/72 | Gustav Thöni            | Bernhard Russi           | –                       | Gustav Thöni                | Jean-Noël Augert                                       | –                                | –                 |
| 1972/73 | Gustav Thöni            | Roland Collombin         | –                       | Hansi Hinterseer            | Gustav Thöni                                           | –                                | –                 |
| 1973/74 | Piero Gros              | Roland Collombin         | –                       | Piero Gros                  | Gustav Thöni                                           | –                                | –                 |
| 1974/75 | Gustav Thöni            | Franz Klammer            | –                       | Ingemar Stenmark            | Ingemar Stenmark                                       | –                                | –                 |
| 1975/76 | Ingemar Stenmark        | Franz Klammer            | –                       | Ingemar Stenmark            | Ingemar Stenmark                                       | Walter Tresch                    | –                 |
| 1976/77 | Ingemar Stenmark        | Franz Klammer            | –                       | Heini Hemmi                 | Ingemar Stenmark                                       | –                                | –                 |
| 1977/78 | Ingemar Stenmark        | Franz Klammer            | –                       | Ingemar Stenmark            | Ingemar Stenmark                                       | –                                | –                 |
| 1978/79 | Peter Lüscher           | Peter Müller             | –                       | Ingemar Stenmark            | Ingemar Stenmark                                       | –                                | –                 |
| 1979/80 | Andreas Wenzel          | Peter Müller             | –                       | Ingemar Stenmark            | Ingemar Stenmark                                       | Phil Mahre                       | –                 |
| 1980/81 | Phil Mahre              | Harti Weirather          | –                       | Ingemar Stenmark            | Ingemar Stenmark                                       | Phil Mahre                       | –                 |
| 1981/82 | Phil Mahre              | Steve Podborski          | –                       | Phil Mahre                  | Phil Mahre                                             | Phil Mahre                       | –                 |
| 1982/83 | Phil Mahre              | Franz Klammer            | –                       | Phil Mahre                  | Ingemar Stenmark                                       | Phil Mahre                       | –                 |
| 1983/84 | Pirmin Zurbriggen       | Urs Räber                | –                       | Ingemar Stenmark            | Marc Girardelli                                        | Andreas Wenzel                   | –                 |
| 1984/85 | Marc Girardelli         | Helmut Höflehner         | –                       | Marc Girardelli             | Marc Girardelli                                        | Andreas Wenzel                   | –                 |
| 1985/86 | Marc Girardelli         | Peter Wirnsberger        | Markus Wasmeier         | Joël Gaspoz                 | Rok Petrovič                                           | Pirmin Zurbriggen                | –                 |
| 1986/87 | Pirmin Zurbriggen       | Pirmin Zurbriggen        | Pirmin Zurbriggen       | Pirmin Zurbriggen           | Bojan Križaj                                           | Pirmin Zurbriggen                | –                 |
| 1987/88 | Pirmin Zurbriggen       | Pirmin Zurbriggen        | Pirmin Zurbriggen       | Alberto Tomba               | Alberto Tomba                                          | Hubert Strolz                    | –                 |
| 1988/89 | Marc Girardelli         | Marc Girardelli          | Pirmin Zurbriggen       | Ole Kristian Furuseth       | Armin Bittner                                          | Marc Girardelli                  | –                 |
| 1989/90 | Pirmin Zurbriggen       | Helmut Höflehner         | Pirmin Zurbriggen       | Ole Kristian Furuseth       | Armin Bittner                                          | Pirmin Zurbriggen                | –                 |
| 1990/91 | Marc Girardelli         | Franz Heinzer            | Franz Heinzer           | Alberto Tomba               | Marc Girardelli                                        | Marc Girardelli                  | –                 |
| 1991/92 | Paul Accola             | Franz Heinzer            | Paul Accola             | Alberto Tomba               | Alberto Tomba                                          | Paul Accola                      | –                 |
| 1992/93 | Marc Girardelli         | Franz Heinzer            | Kjetil André Aamodt     | Kjetil André Aamodt         | Thomas Fogdö                                           | Marc Girardelli                  | –                 |
| 1993/94 | Kjetil André Aamodt     | Marc Girardelli          | Jan Einar Thorsen       | Christian Mayer             | Alberto Tomba                                          | Lasse Kjus Kjetil André Aamodt   | –                 |
| 1994/95 | Alberto Tomba           | Luc Alphand              | Peter Runggaldier       | Alberto Tomba               | Alberto Tomba                                          | Marc Girardelli                  | –                 |
| 1995/96 | Lasse Kjus              | Luc Alphand              | Atle Skårdal            | Michael von Grünigen        | Sébastien Amiez                                        | Günther Mader                    | –                 |
| 1996/97 | Luc Alphand             | Luc Alphand              | Luc Alphand             | Michael von Grünigen        | Thomas Sykora                                          | Kjetil André Aamodt              | –                 |
| 1997/98 | Hermann Maier           | Andreas Schifferer       | Hermann Maier           | Hermann Maier               | Thomas Sykora                                          | Werner Franz                     | –                 |
| 1998/99 | Lasse Kjus              | Lasse Kjus               | Hermann Maier           | Michael von Grünigen        | Thomas Stangassinger                                   | Lasse Kjus Kjetil André Aamodt   | –                 |
| 1999/00 | Hermann Maier           | Hermann Maier            | Hermann Maier           | Hermann Maier               | Kjetil André Aamodt                                    | Kjetil André Aamodt              | –                 |
| 2000/01 | Hermann Maier           | Hermann Maier            | Hermann Maier           | Hermann Maier               | Benjamin Raich                                         | Lasse Kjus                       | –                 |
| 2001/02 | Stephan Eberharter      | Stephan Eberharter       | Stephan Eberharter      | Frédéric Covili             | Ivica Kostelić                                         | Kjetil André Aamodt              | –                 |
| 2002/03 | Stephan Eberharter      | Stephan Eberharter       | Stephan Eberharter      | Michael von Grünigen        | Kalle Palander                                         | Bode Miller                      | –                 |
| 2003/04 | Hermann Maier           | Stephan Eberharter       | Hermann Maier           | Bode Miller                 | Rainer Schönfelder                                     | Bode Miller                      | –                 |
| 2004/05 | Bode Miller             | Michael Walchhofer       | Bode Miller             | Benjamin Raich              | Benjamin Raich                                         | Benjamin Raich                   | –                 |
| 2005/06 | Benjamin Raich          | Michael Walchhofer       | Aksel Lund Svindal      | Benjamin Raich              | Giorgio Rocca                                          | Benjamin Raich                   | –                 |
| 2006/07 | Aksel Lund Svindal      | Didier Cuche             | Bode Miller             | Aksel Lund Svindal          | Benjamin Raich                                         | Aksel Lund Svindal               | –                 |
| 2007/08 | Bode Miller             | Didier Cuche             | Hannes Reichelt         | Ted Ligety                  | Manfred Mölgg                                          | Bode Miller                      | –                 |
| 2008/09 | Aksel Lund Svindal      | Michael Walchhofer       | Aksel Lund Svindal      | Didier Cuche                | Jean-Baptiste Grange                                   | Carlo Janka                      | –                 |
| 2009/10 | Carlo Janka             | Didier Cuche             | Erik Guay               | Ted Ligety                  | Reinfried Herbst                                       | Benjamin Raich                   | –                 |
| 2010/11 | Ivica Kostelić          | Didier Cuche             | Didier Cuche            | Ted Ligety                  | Ivica Kostelić                                         | Ivica Kostelić                   | –                 |
| 2011/12 | Marcel Hirscher         | Klaus Kröll              | Aksel Lund Svindal      | Marcel Hirscher             | André Myhrer                                           | Ivica Kostelić                   | –                 |
| 2012/13 | Marcel Hirscher         | Aksel Lund Svindal       | Aksel Lund Svindal      | Ted Ligety                  | Marcel Hirscher                                        | Ivica Kostelić Alexis Pinturault | –                 |
| 2013/14 | Marcel Hirscher         | Aksel Lund Svindal       | Aksel Lund Svindal      | Ted Ligety                  | Marcel Hirscher                                        | Ted Ligety Alexis Pinturault     | –                 |
| 2014/15 | Marcel Hirscher         | Kjetil Jansrud           | Kjetil Jansrud          | Marcel Hirscher             | Marcel Hirscher                                        | Carlo Janka                      | –                 |
| 2015/16 | Marcel Hirscher         | Peter Fill               | Aleksander Aamodt Kilde | Marcel Hirscher             | Henrik Kristoffersen                                   | Alexis Pinturault                | –                 |
| 2016/17 | Marcel Hirscher         | Peter Fill               | Kjetil Jansrud          | Marcel Hirscher             | Marcel Hirscher                                        | Alexis Pinturault                | –                 |
| 2017/18 | Marcel Hirscher         | Beat Feuz                | Kjetil Jansrud          | Marcel Hirscher             | Marcel Hirscher                                        | Peter Fill                       | –                 |
| 2018/19 | Marcel Hirscher         | Beat Feuz                | Dominik Paris           | Marcel Hirscher             | Marcel Hirscher                                        | Alexis Pinturault                | –                 |
| 2019/20 | Aleksander Aamodt Kilde | Beat Feuz                | Mauro Caviezel          | Henrik Kristoffersen        | Henrik Kristoffersen                                   | Alexis Pinturault                | Loïc Meillard     |
| 2020/21 | Alexis Pinturault       | Beat Feuz                | Vincent Kriechmayr      | Alexis Pinturault           | Marco Schwarz                                          | –                                | Alexis Pinturault |
| 2021/22 | Marco Odermatt          | Aleksander Aamodt Kilde  | Aleksander Aamodt Kilde | Marco Odermatt              | Henrik Kristoffersen                                   | –                                | –                 |
| 2022/23 | Marco Odermatt          | Aleksander Aamodt Kilde  | Marco Odermatt          | Marco Odermatt              | Lucas Braathen                                         | –                                | –                 |
| 2023/24 | Marco Odermatt          | Marco Odermatt           | Marco Odermatt          | Marco Odermatt              | Manuel Feller                                          | –                                | –                 |
| 2024/25 | Marco Odermatt          | Marco Odermatt           | Marco Odermatt          | Marco Odermatt              | Henrik Kristoffersen                                   | –                                | –                 |
| Saison  | Gesamtweltcup           | Abfahrtsweltcup          | Super-G-Weltcup         | Riesenslalomweltcup         | Slalomweltcup                                          | Kombinationsweltcup              | Parallelweltcup   |

### Frauen
| Saison  | Gesamtweltcup         | Abfahrtsweltcup        | Super-G-Weltcup       | Riesenslalomweltcup            | Slalomweltcup                   | Kombinationsweltcup             | Parallelweltcup |
| ------- | --------------------- | ---------------------- | --------------------- | ------------------------------ | ------------------------------- | ------------------------------- | --------------- |
| 1967    | Nancy Greene          | Marielle Goitschel     | –                     | Nancy Greene                   | Marielle Goitschel Annie Famose | –                               | –               |
| 1968    | Nancy Greene          | Isabelle Mir Olga Pall | –                     | Nancy Greene                   | Marielle Goitschel              | –                               | –               |
| 1968/69 | Gertrud Gabl          | Wiltrud Drexel         | –                     | Marilyn Cochran                | Gertrud Gabl                    | –                               | –               |
| 1969/70 | Michèle Jacot         | Isabelle Mir           | –                     | Michèle Jacot Françoise Macchi | Ingrid Lafforgue                | –                               | –               |
| 1970/71 | Annemarie Pröll       | Annemarie Pröll        | –                     | Annemarie Pröll                | Britt Lafforgue Betsy Clifford  | –                               | –               |
| 1971/72 | Annemarie Pröll       | Annemarie Pröll        | –                     | Annemarie Pröll                | Britt Lafforgue                 | –                               | –               |
| 1972/73 | Annemarie Pröll       | Annemarie Pröll        | –                     | Monika Kaserer                 | Patricia Emonet                 | –                               | –               |
| 1973/74 | Annemarie Moser-Pröll | Annemarie Moser-Pröll  | –                     | Hanni Wenzel                   | Christa Zechmeister             | –                               | –               |
| 1974/75 | Annemarie Moser-Pröll | Annemarie Moser-Pröll  | –                     | Annemarie Moser-Pröll          | Lise-Marie Morerod              | –                               | –               |
| 1975/76 | Rosi Mittermaier      | Brigitte Totschnig     | –                     | Lise-Marie Morerod             | Rosi Mittermaier                | Rosi Mittermaier                | –               |
| 1976/77 | Lise-Marie Morerod    | Brigitte Totschnig     | –                     | Lise-Marie Morerod             | Lise-Marie Morerod              | –                               | –               |
| 1977/78 | Hanni Wenzel          | Annemarie Moser-Pröll  | –                     | Lise-Marie Morerod             | Hanni Wenzel                    | –                               | –               |
| 1978/79 | Annemarie Moser-Pröll | Annemarie Moser-Pröll  | –                     | Christa Kinshofer              | Regina Sackl                    | –                               | –               |
| 1979/80 | Hanni Wenzel          | Marie-Theres Nadig     | –                     | Hanni Wenzel                   | Perrine Pelen                   | Hanni Wenzel                    | –               |
| 1980/81 | Marie-Theres Nadig    | Marie-Theres Nadig     | –                     | Tamara McKinney                | Erika Hess                      | Marie-Theres Nadig              | –               |
| 1981/82 | Erika Hess            | M.-C. Gros-Gaudenier   | –                     | Irene Epple                    | Erika Hess                      | Irene Epple                     | –               |
| 1982/83 | Tamara McKinney       | Doris De Agostini      | –                     | Tamara McKinney                | Erika Hess                      | Hanni Wenzel                    | –               |
| 1983/84 | Erika Hess            | Maria Walliser         | –                     | Erika Hess                     | Tamara McKinney                 | Erika Hess                      | –               |
| 1984/85 | Michela Figini        | Michela Figini         | –                     | Marina Kiehl                   | Erika Hess                      | Brigitte Oertli                 | –               |
| 1985/86 | Maria Walliser        | Maria Walliser         | Marina Kiehl          | Vreni Schneider                | Roswitha Steiner                | Maria Walliser                  | –               |
| 1986/87 | Maria Walliser        | Michela Figini         | Maria Walliser        | Vreni Schneider Maria Walliser | Corinne Schmidhauser            | Brigitte Oertli                 | –               |
| 1987/88 | Michela Figini        | Michela Figini         | Michela Figini        | Mateja Svet                    | Roswitha Steiner                | Brigitte Oertli                 | –               |
| 1988/89 | Vreni Schneider       | Michela Figini         | Carole Merle          | Vreni Schneider                | Vreni Schneider                 | Brigitte Oertli                 | –               |
| 1989/90 | Petra Kronberger      | Katharina Gutensohn    | Carole Merle          | Anita Wachter                  | Vreni Schneider                 | Anita Wachter                   | –               |
| 1990/91 | Petra Kronberger      | Chantal Bournissen     | Carole Merle          | Vreni Schneider                | Petra Kronberger                | Sabine Ginther Florence Masnada | –               |
| 1991/92 | Petra Kronberger      | Katja Seizinger        | Carole Merle          | Carole Merle                   | Vreni Schneider                 | Sabine Ginther                  | –               |
| 1992/93 | Anita Wachter         | Katja Seizinger        | Katja Seizinger       | Carole Merle                   | Vreni Schneider                 | Anita Wachter                   | –               |
| 1993/94 | Vreni Schneider       | Katja Seizinger        | Katja Seizinger       | Anita Wachter                  | Vreni Schneider                 | Pernilla Wiberg                 | –               |
| 1994/95 | Vreni Schneider       | Picabo Street          | Katja Seizinger       | Vreni Schneider                | Vreni Schneider                 | Pernilla Wiberg                 | –               |
| 1995/96 | Katja Seizinger       | Picabo Street          | Katja Seizinger       | Martina Ertl                   | Elfriede Eder                   | Anita Wachter                   | –               |
| 1996/97 | Pernilla Wiberg       | Renate Götschl         | Hilde Gerg            | Deborah Compagnoni             | Pernilla Wiberg                 | Pernilla Wiberg                 | –               |
| 1997/98 | Katja Seizinger       | Katja Seizinger        | Katja Seizinger       | Martina Ertl                   | Ylva Nowén                      | Hilde Gerg                      | –               |
| 1998/99 | Alexandra Meissnitzer | Renate Götschl         | Alexandra Meissnitzer | Alexandra Meissnitzer          | Sabine Egger                    | Hilde Gerg                      | –               |
| 1999/00 | Renate Götschl        | Regina Häusl           | Renate Götschl        | Michaela Dorfmeister           | Špela Pretnar                   | Renate Götschl                  | –               |
| 2000/01 | Janica Kostelić       | Isolde Kostner         | Régine Cavagnoud      | Sonja Nef                      | Janica Kostelić                 | Janica Kostelić                 | –               |
| 2001/02 | Michaela Dorfmeister  | Isolde Kostner         | Hilde Gerg            | Sonja Nef                      | Laure Pequegnot                 | Renate Götschl                  | –               |
| 2002/03 | Janica Kostelić       | Michaela Dorfmeister   | Carole Montillet      | Anja Pärson                    | Janica Kostelić                 | Janica Kostelić                 | –               |
| 2003/04 | Anja Pärson           | Renate Götschl         | Renate Götschl        | Anja Pärson                    | Anja Pärson                     | –                               | –               |
| 2004/05 | Anja Pärson           | Renate Götschl         | Michaela Dorfmeister  | Tanja Poutiainen               | Tanja Poutiainen                | Janica Kostelić                 | –               |
| 2005/06 | Janica Kostelić       | Michaela Dorfmeister   | Michaela Dorfmeister  | Anja Pärson                    | Janica Kostelić                 | Janica Kostelić                 | –               |
| 2006/07 | Nicole Hosp           | Renate Götschl         | Renate Götschl        | Nicole Hosp                    | Marlies Schild                  | Marlies Schild                  | –               |
| 2007/08 | Lindsey Vonn          | Lindsey Vonn           | Maria Riesch          | Denise Karbon                  | Marlies Schild                  | Maria Riesch                    | –               |
| 2008/09 | Lindsey Vonn          | Lindsey Vonn           | Lindsey Vonn          | Tanja Poutiainen               | Maria Riesch                    | Anja Pärson                     | –               |
| 2009/10 | Lindsey Vonn          | Lindsey Vonn           | Lindsey Vonn          | Kathrin Hölzl                  | Maria Riesch                    | Lindsey Vonn                    | –               |
| 2010/11 | Maria Riesch          | Lindsey Vonn           | Lindsey Vonn          | Viktoria Rebensburg            | Marlies Schild                  | Lindsey Vonn                    | –               |
| 2011/12 | Lindsey Vonn          | Lindsey Vonn           | Lindsey Vonn          | Viktoria Rebensburg            | Marlies Schild                  | Lindsey Vonn                    | –               |
| 2012/13 | Tina Maze             | Lindsey Vonn           | Tina Maze             | Tina Maze                      | Mikaela Shiffrin                | Tina Maze                       | –               |
| 2013/14 | Anna Fenninger        | Maria Höfl-Riesch      | Lara Gut              | Anna Fenninger                 | Mikaela Shiffrin                | Marie-Michèle Gagnon            | –               |
| 2014/15 | Anna Fenninger        | Lindsey Vonn           | Lindsey Vonn          | Anna Fenninger                 | Mikaela Shiffrin                | Anna Fenninger                  | –               |
| 2015/16 | Lara Gut              | Lindsey Vonn           | Lara Gut              | Eva-Maria Brem                 | Frida Hansdotter                | Wendy Holdener                  | –               |
| 2016/17 | Mikaela Shiffrin      | Ilka Štuhec            | Tina Weirather        | Tessa Worley                   | Mikaela Shiffrin                | Ilka Štuhec                     | –               |
| 2017/18 | Mikaela Shiffrin      | Sofia Goggia           | Tina Weirather        | Viktoria Rebensburg            | Mikaela Shiffrin                | Wendy Holdener                  | –               |
| 2018/19 | Mikaela Shiffrin      | Nicole Schmidhofer     | Mikaela Shiffrin      | Mikaela Shiffrin               | Mikaela Shiffrin                | Federica Brignone               | –               |
| 2019/20 | Federica Brignone     | Corinne Suter          | Corinne Suter         | Federica Brignone              | Petra Vlhová                    | Federica Brignone               | Petra Vlhová    |
| 2020/21 | Petra Vlhová          | Sofia Goggia           | Lara Gut-Behrami      | Marta Bassino                  | Katharina Liensberger           | –                               | Petra Vlhová    |
| 2021/22 | Mikaela Shiffrin      | Sofia Goggia           | Federica Brignone     | Tessa Worley                   | Petra Vlhová                    | –                               | –               |
| 2022/23 | Mikaela Shiffrin      | Sofia Goggia           | Lara Gut-Behrami      | Mikaela Shiffrin               | Mikaela Shiffrin                | –                               | –               |
| 2023/24 | Lara Gut-Behrami      | Cornelia Hütter        | Lara Gut-Behrami      | Lara Gut-Behrami               | Mikaela Shiffrin                | –                               | –               |
| 2024/25 | Federica Brignone     | Federica Brignone      | Lara Gut-Behrami      | Federica Brignone              | Zrinka Ljutić                   | –                               | –               |
| Saison  | Gesamtweltcup         | Abfahrtsweltcup        | Super-G-Weltcup       | Riesenslalomweltcup            | Slalomweltcup                   | Kombinationsweltcup             | Parallelweltcup |

### Nationen
| Saison  | Nationencup (Gesamt) | Nationencup (Herren) | Nationencup (Damen) |
| ------- | -------------------- | -------------------- | ------------------- |
| 1967    | Frankreich           | Frankreich           | Frankreich          |
| 1968    | Frankreich           | Österreich           | Frankreich          |
| 1968/69 | Österreich           | Österreich           | Frankreich          |
| 1969/70 | Frankreich           | Frankreich           | Frankreich          |
| 1970/71 | Frankreich           | Frankreich           | Frankreich          |
| 1971/72 | Frankreich           | Schweiz              | Frankreich          |
| 1972/73 | Österreich           | Österreich           | Österreich          |
| 1973/74 | Österreich           | Italien              | Österreich          |
| 1974/75 | Österreich           | Italien              | Österreich          |
| 1975/76 | Österreich           | Italien              | Österreich          |
| 1976/77 | Österreich           | Österreich           | Österreich          |
| 1977/78 | Österreich           | Österreich           | Österreich          |
| 1978/79 | Österreich           | Österreich           | Österreich          |
| 1979/80 | Österreich           | Österreich           | Österreich          |
| 1980/81 | Schweiz              | Österreich           | Schweiz             |
| 1981/82 | Österreich           | Österreich           | Vereinigte Staaten  |
| 1982/83 | Schweiz              | Schweiz              | Schweiz             |
| 1983/84 | Schweiz              | Österreich           | Schweiz             |
| 1984/85 | Schweiz              | Schweiz              | Schweiz             |
| 1985/86 | Schweiz              | Österreich           | Schweiz             |
| 1986/87 | Schweiz              | Schweiz              | Schweiz             |
| 1987/88 | Österreich           | Österreich           | Schweiz             |
| 1988/89 | Schweiz              | Österreich           | Schweiz             |
| 1989/90 | Österreich           | Österreich           | Österreich          |
| 1990/91 | Österreich           | Österreich           | Österreich          |
| 1991/92 | Österreich           | Schweiz              | Österreich          |
| 1992/93 | Österreich           | Österreich           | Österreich          |
| 1993/94 | Österreich           | Österreich           | Deutschland         |
| 1994/95 | Österreich           | Österreich           | Schweiz             |
| 1995/96 | Österreich           | Österreich           | Österreich          |
| 1996/97 | Österreich           | Österreich           | Deutschland         |
| 1997/98 | Österreich           | Österreich           | Deutschland         |
| 1998/99 | Österreich           | Österreich           | Österreich          |
| 1999/00 | Österreich           | Österreich           | Österreich          |
| 2000/01 | Österreich           | Österreich           | Österreich          |
| 2001/02 | Österreich           | Österreich           | Österreich          |
| 2002/03 | Österreich           | Österreich           | Österreich          |
| 2003/04 | Österreich           | Österreich           | Österreich          |
| 2004/05 | Österreich           | Österreich           | Österreich          |
| 2005/06 | Österreich           | Österreich           | Österreich          |
| 2006/07 | Österreich           | Österreich           | Österreich          |
| 2007/08 | Österreich           | Österreich           | Österreich          |
| 2008/09 | Österreich           | Österreich           | Österreich          |
| 2009/10 | Österreich           | Österreich           | Österreich          |
| 2010/11 | Österreich           | Österreich           | Österreich          |
| 2011/12 | Österreich           | Österreich           | Österreich          |
| 2012/13 | Österreich           | Österreich           | Österreich          |
| 2013/14 | Österreich           | Österreich           | Österreich          |
| 2014/15 | Österreich           | Österreich           | Österreich          |
| 2015/16 | Österreich           | Österreich           | Österreich          |
| 2016/17 | Österreich           | Österreich           | Italien             |
| 2017/18 | Österreich           | Österreich           | Österreich          |
| 2018/19 | Österreich           | Österreich           | Österreich          |
| 2019/20 | Schweiz              | Schweiz              | Italien             |
| 2020/21 | Schweiz              | Schweiz              | Schweiz             |
| 2021/22 | Österreich           | Schweiz              | Österreich          |
| 2022/23 | Schweiz              | Schweiz              | Schweiz             |
| 2023/24 | Schweiz              | Schweiz              | Österreich          |
| 2024/25 | Schweiz              | Schweiz              | Italien             |
| Saison  | Nationencup (Gesamt) | Nationencup (Herren) | Nationencup (Damen) |

## Rekorde

### Saisons

#### Gesamtweltcupsiege
| Platz | Athlet(in)            | Geschlecht | Siege |
| ----- | --------------------- | ---------- | ----- |
| 1.    | Marcel Hirscher       | Männer     | 8     |
| 2.    | Annemarie Moser-Pröll | Frauen     | 6     |
| 3.    | Marc Girardelli       | Männer     | 5     |
| 3.    | Mikaela Shiffrin      | Frauen     | 5     |
| 5.    | Hermann Maier         | Männer     | 4     |
| 5.    | Marco Odermatt        | Männer     | 4     |
| 5.    | Gustav Thöni          | Männer     | 4     |
| 5.    | Lindsey Vonn          | Frauen     | 4     |
| 5.    | Pirmin Zurbriggen     | Männer     | 4     |
| 10.   | Janica Kostelić       | Frauen     | 3     |
| 10.   | Petra Kronberger      | Frauen     | 3     |
| 10.   | Phil Mahre            | Männer     | 3     |
| 10.   | Vreni Schneider       | Frauen     | 3     |
| 10.   | Ingemar Stenmark      | Männer     | 3     |

Stand: Saisonende 2024/25

In Fettschrift hervorgehobene Athleten sind aktiv.

#### Wettbewerbsweltcupsiege Abfahrt
| Platz | Athlet(in)            | Geschlecht | Siege |
| ----- | --------------------- | ---------- | ----- |
| 1.    | Lindsey Vonn          | Frauen     | 8     |
| 2.    | Annemarie Moser-Pröll | Frauen     | 7     |
| 3.    | Renate Götschl        | Frauen     | 5     |
| 3.    | Franz Klammer         | Männer     | 5     |
| 5.    | Didier Cuche          | Männer     | 4     |
| 5.    | Beat Feuz             | Männer     | 4     |
| 5.    | Michela Figini        | Frauen     | 4     |
| 5.    | Sofia Goggia          | Frauen     | 4     |
| 5.    | Katja Seizinger       | Frauen     | 4     |
| 10.   | Luc Alphand           | Männer     | 3     |
| 10.   | Stephan Eberharter    | Männer     | 3     |
| 10.   | Franz Heinzer         | Männer     | 3     |
| 10.   | Peter Müller          | Männer     | 3     |
| 10.   | Michael Walchhofer    | Männer     | 3     |

Stand: Saisonende 2024/25

In Fettschrift hervorgehobene Athleten sind aktiv.

#### Wettbewerbsweltcupsiege Super-G
| Platz | Athlet(in)         | Geschlecht | Siege |
| ----- | ------------------ | ---------- | ----- |
| 1.    | Lara Gut-Behrami   | Frauen     | 6     |
| 2.    | Hermann Maier      | Männer     | 5     |
| 2.    | Katja Seizinger    | Frauen     | 5     |
| 2.    | Aksel Lund Svindal | Männer     | 5     |
| 2.    | Lindsey Vonn       | Frauen     | 5     |
| 6.    | Carole Merle       | Frauen     | 4     |
| 6.    | Pirmin Zurbriggen  | Männer     | 4     |
| 8.    | Renate Götschl     | Frauen     | 3     |
| 8.    | Kjetil Jansrud     | Männer     | 3     |
| 8.    | Marco Odermatt     | Männer     | 3     |

Stand: Saisonende 2024/25

In Fettschrift hervorgehobene Athleten sind aktiv.

#### Wettbewerbsweltcupsiege Riesenslalom
| Platz | Athlet(in)            | Geschlecht | Siege |
| ----- | --------------------- | ---------- | ----- |
| 1.    | Ingemar Stenmark      | Männer     | 7     |
| 2.    | Marcel Hirscher       | Männer     | 6     |
| 3.    | Ted Ligety            | Männer     | 5     |
| 3.    | Vreni Schneider       | Frauen     | 5     |
| 5.    | Marco Odermatt        | Männer     | 4     |
| 5.    | Michael von Grünigen  | Männer     | 4     |
| 5.    | Alberto Tomba         | Männer     | 4     |
| 8.    | Hermann Maier         | Männer     | 3     |
| 8.    | Lise-Marie Morerod    | Frauen     | 3     |
| 8.    | Annemarie Moser-Pröll | Frauen     | 3     |
| 8.    | Anja Pärson           | Frauen     | 3     |
| 8.    | Viktoria Rebensburg   | Frauen     | 3     |
| 8.    | Gustav Thöni          | Männer     | 3     |
| 8.    | Pirmin Zurbriggen     | Männer     | 3     |

Stand: Saisonende 2024/25

In Fettschrift hervorgehobene Athleten sind aktiv.

#### Wettbewerbsweltcupsiege Slalom
| Platz | Athlet(in)           | Geschlecht | Siege |
| ----- | -------------------- | ---------- | ----- |
| 1.    | Mikaela Shiffrin     | Frauen     | 8     |
| 1.    | Ingemar Stenmark     | Männer     | 8     |
| 3.    | Marcel Hirscher      | Männer     | 6     |
| 3.    | Vreni Schneider      | Frauen     | 6     |
| 5.    | Erika Hess           | Frauen     | 5     |
| 6.    | Henrik Kristoffersen | Männer     | 4     |
| 6.    | Marlies Schild       | Frauen     | 4     |
| 6.    | Alberto Tomba        | Männer     | 4     |
| 9.    | Jean-Noël Augert     | Männer     | 3     |
| 9.    | Marc Girardelli      | Männer     | 3     |
| 9.    | Janica Kostelić      | Frauen     | 3     |
| 9.    | Benjamin Raich       | Männer     | 3     |

Stand: Saisonende 2024/25

In Fettschrift hervorgehobene Athleten sind aktiv.

#### Wettbewerbsweltcupsiege Kombination
| Platz | Athlet(in)          | Geschlecht | Siege |
| ----- | ------------------- | ---------- | ----- |
| 1.    | Alexis Pinturault   | Männer     | 6     |
| 2.    | Kjetil André Aamodt | Männer     | 5     |
| 3.    | Marc Girardelli     | Männer     | 4     |
| 3.    | Janica Kostelić     | Frauen     | 4     |
| 3.    | Phil Mahre          | Männer     | 4     |
| 3.    | Brigitte Oertli     | Frauen     | 4     |
| 7.    | Ivica Kostelić      | Männer     | 3     |
| 7.    | Lasse Kjus          | Männer     | 3     |
| 7.    | Bode Miller         | Männer     | 3     |
| 7.    | Benjamin Raich      | Männer     | 3     |
| 7.    | Lindsey Vonn        | Frauen     | 3     |
| 7.    | Anita Wachter       | Frauen     | 3     |
| 7.    | Andreas Wenzel      | Männer     | 3     |
| 7.    | Hanni Wenzel        | Frauen     | 3     |
| 7.    | Pernilla Wiberg     | Frauen     | 3     |
| 7.    | Pirmin Zurbriggen   | Männer     | 3     |

Stand: Saisonende 2021/22

In Fettschrift hervorgehobene Athleten sind aktiv.

#### Gesamtnationencupsiege
| Platz | Nation     | Siege |
| ----- | ---------- | ----- |
| 1.    | Österreich | 41    |
| 2.    | Schweiz    | 13    |
| 3.    | Frankreich | 5     |

Stand: Saisonende 2024/25

#### Nationencupsiege Männer
| Platz | Nation     | Siege |
| ----- | ---------- | ----- |
| 1.    | Österreich | 42    |
| 2.    | Schweiz    | 11    |
| 3.    | Frankreich | 3     |
| 3.    | Italien    | 3     |

Stand: Saisonende 2024/25

#### Nationencupsiege Frauen
| Platz | Nation             | Siege |
| ----- | ------------------ | ----- |
| 1.    | Österreich         | 35    |
| 2.    | Schweiz            | 11    |
| 3.    | Frankreich         | 6     |
| 4.    | Deutschland        | 3     |
| 4.    | Italien            | 3     |
| 6.    | Vereinigte Staaten | 1     |

Stand: Saisonende 2024/25

### Rennen

#### Weltcupsiege
| Platz | Athlet(in)            | Geschlecht | Siege |
| ----- | --------------------- | ---------- | ----- |
| 1.    | Mikaela Shiffrin      | Frauen     | 101   |
| 2.    | Ingemar Stenmark      | Männer     | 86    |
| 3.    | Lindsey Vonn          | Frauen     | 82    |
| 4.    | Marcel Hirscher       | Männer     | 67    |
| 5.    | Annemarie Moser-Pröll | Frauen     | 62    |
| 6.    | Vreni Schneider       | Frauen     | 55    |
| 7.    | Hermann Maier         | Männer     | 54    |
| 8.    | Alberto Tomba         | Männer     | 50    |
| 9.    | Lara Gut-Behrami      | Frauen     | 48    |
| 10.   | Marc Girardelli       | Männer     | 46    |
| 10.   | Renate Götschl        | Frauen     | 46    |

Stand: Saisonende 2024/25

In Fettschrift hervorgehobene Athleten sind aktiv.

#### Weltcupsiege Abfahrt
| Platz | Athlet(in)            | Geschlecht | Siege |
| ----- | --------------------- | ---------- | ----- |
| 1.    | Lindsey Vonn          | Frauen     | 43    |
| 2.    | Annemarie Moser-Pröll | Frauen     | 36    |
| 3.    | Franz Klammer         | Männer     | 25    |
| 4.    | Renate Götschl        | Frauen     | 24    |
| 5.    | Peter Müller          | Männer     | 19    |
| 5.    | Sofia Goggia          | Frauen     | 19    |
| 5.    | Dominik Paris         | Männer     | 19    |
| 8.    | Stephan Eberharter    | Männer     | 18    |
| 9.    | Michela Figini        | Frauen     | 17    |
| 10.   | Katja Seizinger       | Frauen     | 16    |

Stand: Saisonende 2024/25

In Fettschrift hervorgehobene Athleten sind aktiv.

#### Weltcupsiege Super-G
| Platz | Athlet(in)           | Geschlecht | Siege |
| ----- | -------------------- | ---------- | ----- |
| 1.    | Lindsey Vonn         | Frauen     | 28    |
| 2.    | Hermann Maier        | Männer     | 24    |
| 2.    | Lara Gut-Behrami     | Frauen     | 24    |
| 4.    | Renate Götschl       | Frauen     | 17    |
| 4.    | Aksel Lund Svindal   | Männer     | 17    |
| 6.    | Katja Seizinger      | Frauen     | 16    |
| 7.    | Marco Odermatt       | Männer     | 15    |
| 8.    | Kjetil Jansrud       | Männer     | 13    |
| 8.    | Federica Brignone    | Frauen     | 13    |
| 10.   | Carole Merle         | Frauen     | 12    |
| 11.   | Michaela Dorfmeister | Frauen     | 10    |
| 11.   | Pirmin Zurbriggen    | Männer     | 10    |

Stand: Saisonende 2024/25

In Fettschrift hervorgehobene Athleten sind aktiv.

#### Weltcupsiege Riesenslalom
| Platz | Athlet(in)            | Geschlecht | Siege |
| ----- | --------------------- | ---------- | ----- |
| 1.    | Ingemar Stenmark      | Männer     | 46    |
| 2.    | Marcel Hirscher       | Männer     | 31    |
| 3.    | Marco Odermatt        | Männer     | 26    |
| 4.    | Ted Ligety            | Männer     | 24    |
| 5.    | Michael von Grünigen  | Männer     | 23    |
| 6.    | Mikaela Shiffrin      | Frauen     | 22    |
| 7.    | Vreni Schneider       | Frauen     | 20    |
| 8.    | Alexis Pinturault     | Männer     | 18    |
| 9.    | Federica Brignone     | Frauen     | 17    |
| 10.   | Annemarie Moser-Pröll | Frauen     | 16    |
| 10.   | Tessa Worley          | Frauen     | 16    |

Stand: Saisonende 2024/25

In Fettschrift hervorgehobene Athleten sind aktiv.

#### Weltcupsiege Slalom
| Platz | Athlet(in)           | Geschlecht | Siege |
| ----- | -------------------- | ---------- | ----- |
| 1.    | Mikaela Shiffrin     | Frauen     | 64    |
| 2.    | Ingemar Stenmark     | Männer     | 40    |
| 3.    | Marlies Schild       | Frauen     | 35    |
| 3.    | Alberto Tomba        | Männer     | 35    |
| 5.    | Vreni Schneider      | Frauen     | 34    |
| 6.    | Marcel Hirscher      | Männer     | 32    |
| 7.    | Henrik Kristoffersen | Männer     | 25    |
| 8.    | Petra Vlhová         | Frauen     | 22    |
| 9.    | Erika Hess           | Frauen     | 21    |
| 10.   | Janica Kostelić      | Frauen     | 20    |

Stand: Saisonende 2024/25

In Fettschrift hervorgehobene Athleten sind aktiv.

#### Weltcupsiege Kombination
| Platz | Athlet(in)            | Geschlecht | Siege |
| ----- | --------------------- | ---------- | ----- |
| 1.    | Marc Girardelli       | Männer     | 11    |
| 1.    | Phil Mahre            | Männer     | 11    |
| 1.    | Pirmin Zurbriggen     | Männer     | 11    |
| 4.    | Alexis Pinturault     | Männer     | 10    |
| 5.    | Ivica Kostelić        | Männer     | 9     |
| 6.    | Kjetil André Aamodt   | Männer     | 8     |
| 6.    | Hanni Wenzel          | Frauen     | 8     |
| 8.    | Annemarie Moser-Pröll | Frauen     | 7     |
| 8.    | Brigitte Oertli       | Frauen     | 7     |
| 8.    | Benjamin Raich        | Männer     | 7     |

Stand: Saisonende 2019/20

In Fettschrift hervorgehobene Athleten sind aktiv.

#### Weltcupsiege Team
| Platz | Nation      | Siege |
| ----- | ----------- | ----- |
| 1.    | Schweiz     | 5     |
| 2.    | Österreich  | 3     |
| 2.    | Schweden    | 3     |
| 4.    | Deutschland | 2     |
| 4.    | Norwegen    | 2     |
| 6.    | Tschechien  | 1     |
| 6.    | Italien     | 1     |
| 6.    | Slowenien   | 1     |

Stand: Saisonende 2022/23